# Península del Tiburón
La Península del Tiburón (en inglés: Tiburon Peninsula) es un accidente geográfico del condado de Marín en el área de la bahía de San Francisco e incorpora las comunidades de Tiburon y Belvedere, en el estado de California, al oeste de los Estados Unidos. La mayor parte de la superficie terrestre de la península de Tiburón era parte de una subvención de tierras españolas dada originalmente a principios de los años al californiano John Reed. Una característica destacada de la península de Tiburón es la montaña del anillo (Ring), que constituye la columna vertebral de la península y es la elevación más alta de la península. La península de Tiburón es el lugar donde se encuentra una diversidad de especies de flora raras y en peligro de extinción, y antiguas esculturas de roca de nativos americanos.